# Почётное
Почётное (до 1920-х годов Тузла́, до 1948 года участок № 5; укр. Почетне, крымскотат. Tuzla, Тузла) — село в Красноперекопском районе Республики Крым, центр Почётненского сельского поселения (согласно административно-территориальному делению Украины — Почётненского сельсовета Автономной Республики Крым).

## Население
| 2001 | 2014  |
| ---- | ----- |
| 1497 | ↘1247 |

Всеукраинская перепись 2001 года показала следующее распределение по носителям языка
| Язык             | Процент |
| ---------------- | ------- |
| русский          | 57.65   |
| украинский       | 34.87   |
| крымскотатарский | 4.81    |
| другие           | 0.4     |

### Динамика численности
| - 1805 год — 409 чел. - 1864 год — 15 чел. - 1892 год — 8 чел. - 1900 год — 83 чел. - 1915 год — 78/8 чел. | - 1974 год — 1104 чел. - 1989 год — 1322 чел. - 2001 год — 1497 чел. - 2009 год — 1361 чел. - 2014 год — 1247 чел. |

## Современное состояние
На 2017 год в Почётном числится 13 улиц; на 2009 год, по данным сельсовета, село занимало площадь 166,9 гектара, на которой в 448 дворах проживал 1361 человек. В селе действует детский сад «Теремок», средняя общеобразовательная школа, дом культуры, библиотека, отделение Почты России, православный храм Рождества Иоанна Крестителя. Село газифицировано, Почётное связано автобусным сообщением с райцентром и соседними населёнными пунктами.

## География
Расположено примерно на севере района, севернее райцентра Красноперекопск, на западном берегу солёного озера Старое. Высота центра села над уровнем моря — 8 м, ближайшее село — Таврическое в 1 км на юго-запад. Расстояние до райцентра — примерно 6 километров (по шоссе), там же ближайшая железнодорожная станция Красноперекопск (на линии Джанкой — Армянск)). Транспортное сообщение осуществляется по региональной автодороге 35Н-305 от шоссе 35А-001 граница с Украиной — Джанкой — Феодосия — Керчь (по украинской классификации — С-0-10734).

## История
Село было основано на месте старинного селения Тузла, жители которого издавна занимались выволочкой самосадочной соли, бывшей одной из главных статей дохода Крымского ханства на протяжении многих веков. Первое упоминание деревни встречается в «Книге путешествий» Эвлии Челеби под 1667 годом
| …селение Тузла. Оно расположено на берегу горького озера, в нём триста домов, крытых дёрном, стены которых сложены из досок и бычьего навоза. Весь народ здесь — бедняки. Они глыбами добывают соль…. |

В следующем документе селение встречается в Камеральном Описании Крыма… 1784 года, судя по которому, в последний период ханства Тузла входила в Кырп Баул кадылык Перекопского каймаканства.
После присоединения Крыма к России (8) 19 апреля 1783 года, (8) 19 февраля 1784 года, именным указом Екатерины II сенату, на территории бывшего Крымского Ханства была образована Таврическая область и деревня была приписана к Перекопскому уезду. После Павловских реформ, с 1796 по 1802 год, входила в Перекопский уезд Новороссийской губернии. По новому административному делению, после создания 8 (20) октября 1802 года Таврической губернии, Тузла была включена в состав Бустерчинской волости Перекопского уезда.
По Ведомости о всех селениях, в Перекопском уезде состоящих с показанием в которой волости сколько числом дворов и душ… от 21 октября 1805 года, в деревне Тузла числилось 64 двора, 398 крымских татар и 11 российских поселенцев. На военно-топографической карте 1817 года деревня Тузла обозначена с 70 дворами. После реформы волостного деления 1829 года Тузлы, согласно «Ведомости о казённых волостях Таврической губернии 1829 года», передали в состав Ишуньской волости (переименованной из Бустерчинской). На карте 1836 года в деревне 67 дворов, как и на карте 1842 года.
В 1860-х годах, после земской реформы Александра II, деревню приписали к Ишуньской волости. В «Списке населённых мест Таврической губернии по сведениям 1864 года», составленном по результатам VIII ревизии 1864 года, Тузла — казённая деревня, с 4 дворами, 15 жителями и мечетью при соляном озере Старом. По обследованиям профессора А. Н. Козловского начала 1860-х годов, вода в колодцах деревни была солоноватая, «в достаточном количестве», а их глубина колебалась от 2,5 до 5 саженей (от 5 до 10 м). Согласно «Памятной книжке Таврической губернии за 1867 год», деревня была покинута жителями в 1860—1864 годах, в результате эмиграции крымских татар, особенно массовой после Крымской войны 1853—1856 годов, в Турцию и оставалась в развалинах. На трёхверстовой карте Шуберта 1865—1876 года на месте деревни Тузла обозначены хутор и постоялый двор.
В конце XIX века возродились соляные промыслы и с ними деревня. После земской реформы 1890 года Тузлу отнесли к Воинской волости. Согласно «…Памятной книжке Таврической губернии на 1892 год», в деревне Тузла, составлявшей Тузлинское сельское общество, было 8 жителей, домохозяйств не имеющих. По «…Памятной книжке Таврической губернии на 1900 год» записано 2 деревни Тузлы: в одной числилось 39 жителей в 10 дворах, в другой — 44 жителя в 12 дворах. По Статистическому справочнику Таврической губернии. Ч.II-я. Статистический очерк, выпуск пятый Перекопский уезд, 1915 год, в Воинской волости Перекопского уезда числились 2 хутора Тузлы (№ 1 и № 2). В Тузлы № 1 — 2 двора, 12 человек приписных жителей и 8 «посторонних», в Тузлы № 2 — 5 дворов и 66 человек приписных жителей.
За время гражданской войны хутора, видимо, как оказавшиеся в зоне ожесточённых боёв при штурме Перекопа, вновь опустели. Возрождено поселение было в 1925 году переселенцами с Украины, в составе Джанкойского района, как участок № 5 Соляного правления, но в материалах Всесоюзной переписи 17 декабря 1926 года ещё не зафиксировано, как и на карте 1926 года. Постановлением ВЦИК от 30 октября 1930 года был восстановлен Ишуньский район и село, вместе с сельсоветом, включили в его состав. В 1932 году в селе создан колхоз имени Сталина. Постановлением Центрального исполнительного комитета Крымской АССР от 26 января 1938 года Ишуньский район был ликвидирован и создан Красноперекопский район с центром в поселке Армянск (по другим данным 22 февраля 1937 года), в который вошло село. На подробной карте РККА северного Крыма 1941 года в «5-м Казённом участке» отмечено 62 двора.
В годы Великой Отечественной войны, при обороне Перекопа в сентябре 1941 года, в окрестностях села вела бои воиска оперативной группы генерал-лейтенанта П. И. Батова. Во время освобождения Крыма в апреле 1944 года, бои за село вели части 2-й гвардейской армии. Погибшие у сёл Будановка, Пятихатка и Тузла воины были захоронены в нескольких братских могилах на месте боёв. В 1957 году останки погибших перезахоронили в одну братскую могилу в центре села Почетного, временный памятник на которой впоследствии заменён на стелу с барельефом в виде трёх идущих в атаку солдат, работы скульптора Н. Д. Солощенко. Постановлением Совета министров Республики Крым № 627 от 20 декабря 2016 года памятник отнесён к категории объектов культурно-исторического наследия России регионального значения.
С 25 июня 1946 года Участок № 5 в составе Крымской области РСФСР. Указом Президиума Верховного Совета РСФСР от 18 мая 1948 года, участок № 5 переименовали в Почётное. 26 апреля 1954 года Крымская область была передана из состава РСФСР в состав УССР. Время включения в Пятихатский сельсовет пока не выяснено: на 15 июня 1960 года село уже числилось в его составе. В 1960 году колхоз имени Сталина становится одним из отделений совхоза «Пятиозёрный», в 1967 году выделенный в отдельное хозяйство — совхоз имени «50 лет Октября». На 1968 год село уже было центром Почётненского сельсовета. По данным переписи 1989 года в селе проживало 1322 человек. С 12 февраля 1991 года село в восстановленной Крымской АССР, 26 февраля 1992 года переименованной в Автономную Республику Крым. С 21 марта 2014 года — входит в состав Российской Федерацией по результатм референдума (согласно версии Украины- оккупирован)